# Репрезентација Сједињених Америчких Држава у хокеју на леду
Хокејашка репрезентација Сједињених Америчких Држава је хокејашки тим Сједињених Америчких Држава и под контролом је Хокејашког савеза Сједињених Америчких Држава. Репрезентација се међународно такмичи од 1920. године.
Хокејашка репрезентација Сједињених Америчких Држава има освојенe две златне медаље са Светског првенства 1933. у Чехословачкој и Светског првенства 2025. у Шведској и Данској.  На Олимпијским играма учествовали су 24 пута. Највећи успех им је било прво место 1960. и 1980. године.

## Историјат

### Међуратни период (1920 − 1939)
На Олимпијским играма хокеј се први пут појавио на играма  Олимпијаде 1920. године, у Антверпену. Олимпијске игре су уједно биле и Светско првенство. Турнир је одржан у три круга по Бергваловом систему. Први круг је представљао елиминациону рунду у којој се одлучивало о освајачу златне медаље. У другом кругу су се за сребрну медаљу бориле екипе које су поражене од освајача злата, а исти систем је кориштен и у борби за бронзану медаљу. У првом кругу Канада је победила у све три утакмице и освојила златну медаљу. У финалу су савладали Шведску са 27:1. У наредној рунди славила је селекција САД која је освојила сребро, док је у трећем колу најбоља била селекција Чехословачке којој је припала бронза. Исти резултат САД је поновила и на Олимпијским играма 1924. године.
На следећим играма 1928. у швајцарском Санкт Морицу учествовало је 11 екипа, али међу њима није било САД-а. Они су се вратили на следећим ЗОИ одржаним 1932. у Лејк Плесиду. Учествовале су само 4 екипе, а турнир се играо по двокружном бод систему свако са сваким. Златну медаљу поново осваја селекција Канаде, испред САД, Немачке и Пољске.
На Светском првенству 1933. у Чехословачкој, Сједињене Америчке Државе су први пут постале шампиони света када су у финалу победиле Канаду. Тиме је прекинут канадски низ од шест узастопних златних медаља.
На Зимским олимпијским играма 1936. тако је учествовало 15 екипа подељених у 4 групе. Селекција Велике Британије приредила је прворазредно изненађење победивши два пута селекцију Канаде током турнира и освојивши златну медаљу. На тај начин Британци су прекинули канадски низ од четири узастопне златне олимпијске медаље. Канађани су освојили сребрну, а Американци бронзану медаљу.

### Период након Другог светског рата
Непосредно пре почетка Игара V Олимпијаде 1948. у швајцарском Санкт Морицу, у јесен 1947. дошло је до сукоба између две федерације задужене за хокеј на леду на подручју Сједињених Држава, што је довело до дисквалификације селекције САД на турниру. Амерички Аматерски спортски савез, ААУ (енгл. Amateur Athletic Union) који је био задужен за аматерски хокеј на леду у земљи још од 1930. избачен је из чланства у ИИХФ пошто су челници поменуте федерације одбили да дају сагласност на учешће играча из „Америчке хокејашке асоцијације“ (енгл. American Hockey Association, АНА). Челници ААУ-а су сматрали да учешће играча који су плаћени за своје спортске активности није у духу олимпизма и крши се са нормама „спорт као слободна рекреација за све“. Иако је организациони одбор самих игара прихватио апликацију Америчке хокејашке асоцијације, тадашњи председник Олимпијског комитета Сједињених Држава Ејвери Брандиџ претио је повлачењем целокупне америчке делегације са турнира уколико се дозволи професионалним спортистима да наступе. Са друге стране су челници ИИХФ-а претили повлачењем хокеја на леду из олимпијског програма уколико се забрани учешће АХА асоцијацији. Као компромисно решење АХА асоцијацији је дозвољено да представља амерички хокејашки тим, али с тим да се њихови резултати не рачунају у коначном пласману. Селекција САД је на крају по резултатима освојила 4. место.
Канађани поново на убедљив начин освајају злато и на ЗОИ 1952. у Ослу, испред Сједињених Држава и Шведске. Совјети су оправдали улогу великог фаворита на Олимпијском турниру 1956. у италијанској Кортини и на убедљив начин дошли и до титуле олимпијског победника. Била је то њихова прва златна олимпијска медаља, док су сребро освојили Канађани, а бронзу Американци. На играма у Скво Валију 1960. Сједињене Државе потпуно неочекивано долазе до своје прве златне медаље забележивши свих 7 победа на турниру.
Светско првенство 1962. први пут је одржано  у Сједињеним Америчким Државама. Утакмице су се играле у дворанама у Колорадо Спрингсу и Денверу. Америчке власти из политичких разлога нису дозволиле играчима Источне Немачке улазак у земљу (због градње Берлинског зида), а у знак солидарности са Источним Немцима првенство су бојкотовали Совјетски Савез, Чехословачка и Румунија. Титулу светског првака, своју 3. по реду, освојила је селекција Шведске. Репрезентација Канаде за коју су на овом првенству играли играчи аматерске екипе Галт теријерси из Кембриџа освојила је сребрну медаљу, док је бронза припала домаћинима турнира Сједињеним Државама.
Како се Канадски аматерски хокејашки савез 1970. повукао из свих међународних хокејашких такмичења због неслагања са ИИХФ око политике неучешћа професионалних играча на такмичењима, селекција Канаде није учествовала на олимпијском турниру 1972. и 1976. године. Канађани су сматрали да совјетски играчи имају статус професионалаца у совјетској лиги, иако су се службено водили као аматерски спортисти и да су заједно са играчима из Чехословачке у повлашћеном положају у односу на остале. Како је селекција САД на светском првенству 1971. испала у дивизију Б, морали су да играју квалификације за олимпијски турнир. Американци су успешно прошли олимпијске квалификације, а на самом олимпијском турниру освојили сребрну медаљу и тако постали први (и једини) тим из ниже дивизије који је дошао до олимпијске медаље (бронзу је освојила селекција Чехословачке).

### Чудо на леду
Године 1980. Зимске олимпијске игре се враћају у Лејк Плесид (америчка савезна држава Њујорк). На олимпијском турниру учествовало је укупно 12 екипа подељених у две групе у прелиминарној фази, а на такмичење се након 12 година паузе вратила и селекција Канаде. Селекција Совјетског Савеза важила је пре самог турнира за апсолутног фаворита за златну медаљу, а велика пажња посвећивала се и евентуалном окршају ове селекције са селекцијом домаћина (због лоших политичких односа између две земље током Хладног рата).
Амерички тим који су чинили углавном играчи из студентских екипа прошао је кроз групну фазу као другопласирани са 4 победе и једним нерешеним резултатом, и заједно са селекцијом Шведске пласирао се у финалну групу. Совјети су били убедљиви у својој групи остваривши свих 5 победа (против Финске, Канаде, Пољске, Холандије и Јапана) уз гол разлику 51:11. Пласман у финалну рунду из ове групе обезбедила је још и селекција Финске.
У финалној рунди свака од екипа одиграла је по две утакмице са екипама из супротне групе, док се резултат из групне фазе против ривала који се пласирао у овај ранг такмичења преносио. Већ у првом колу финалне фазе, 22. фебруара дошло је до „историјског окршаја на леду“ између два велика ривала, селекција САД и СССР. Утакмица се играла у Олимпијској дворани (данас Арена Херб Брукс, у част тадашњег селектора САД) пред око 8.500 гледалаца, а судили су Карл-Густав Каисла из Финске, Нико Темен из Холандије и Канађанин Франсоа Ларошел. Како је резултат ове утакмице директно утицао и на исход у борби за медаље, али и због саме динамике утакмице и „чудесног преокрета“ домаће селекције утакмица је у америчкој (а касније и у руској) популарној култури означена као Чудо на леду (енгл. Miracle on Ice).
Совјети су први повели, већ у 9. минуту преко Крутова. Американци су изједначили преко Шнајдера у 14 минуту, да би Совјети након свега три минута дошли до новог вођства (овај пут стрелац је био Сергеј Макаров. Голом у последњој секунди прве трећине Американци одлазе на паузу са нерешеним резултатом (стрелац Марк Џонсон). Већ на старту друге трећине Совјети постижу погодак из ситуације са играчем више, и поново воде. Совјети настављају са агресином нападачком игром и у наставку периода, али резултат се не мења превасходно захваљујући сјајним одбранама америчког голмана Џима Крега, и на другу паузу се одлази са предношћу Совјета од 3:2. Кључни моменат утакмице било је искључење совјетског левог крила Владимира Крутова у 6:47 минуту трећег периода. Американци су са играчем више агресивније кренули ка голу противника, и након неколико успешних одбрана совјетског голмана, Марк Џонсон напокон успева да пошаље пак иза леђа Владимира Мишкина. Утакмица се „враћа на почетак“, резултат је 3:3. Непуних минут и по након изједначујућег погодка, Мајк Еруционе сам избија испред совјетског голмана и погађа за прво вођство америчког тима. Преосталих десет минута утакмице играло се углавном у трећини Американаца, али без поготка за Совјете. Американци су славили са 4:3 и након победе над Финском од 4:2 два дана касније стигли до златне медаље. Коментатор Еј-Би-Сија Ал Мајклс пренос утакмице завршио је речима: „Да ли верујете у чуда? Да да!“ (енгл. Do you believe in miracles? Yes!), реченицом која је ушла у анале савременог спорта.
Совјети су у последњој утакмици на турниру убедљиво савладали Шведску са 9:2 и освојили сребрну медаљу, док је бронза припала управо Швеђанима. Године 2008. Међународна хокејашка федерација је Чудо на леду уврстила на листу 100 највећих и најупечатљивијих хокејашких догађаја у XX веку.

### 1996 − данас
После овог великог успеха, уследило је 16 година без медаље на Светским првенствима и Олимпијским играма. Негативан низ је прекинут на Светском превнству 1996. године када су освојили бронзану медаљу победом над Русијом. На Зимским олимпијским играма 2002. године у Солт Лејк Ситију, Канађани су у финалу славили против Сједињених Држава са 5:2. Две године касније на Светском првенству, Американци су поново освојили бронзану медаљу. Зимске олимпијске игре 2010. одржавале су се у Ванкуверу. У утакмици за златну медаљу Канада је победила Сједињене Државе голом Сиднија Крозбија у продужетку са 3:2.
Од тада, Американци су још четири пута освајали бронзану медаљу на Светском првенствима − 2013, 2015, 2018.  и 2021.
Репрезентација Сједињених Америчких Држава освојила је златну медаљу на Светском првенству 2025. године, први пут након 92 године. У финалу одиграном у Стокхолму, САД је савладала Швајцарску резултатом 1:0 након продужетка, а победоносни гол постигао је Тејџ Томпсон у 62. минуту утакмице.

## Олимпијске игре
| - 1920 − 2. место - 1924 − 2. место - 1928 − нису учествовали - 1932 − 2. место - 1936 − 3. место - 1948 − дисквалификовани - 1952 − 2. место - 1956 − 2. место - 1960 − 1. место | - 1964 − 5. место - 1968 − 6. место - 1972 − 2. место - 1976 − 5. место - 1980 − 1. место - 1984 − 7. место - 1988 − 7. место - 1992 − 4. место - 1994 − 8. место | - 1998 − 6. место - 2002 − 2. место - 2006 − 8. место - 2010 − 2. место - 2014 − 4. место - 2018 − 7. место - 2022 − 5. место - 2026. – Квалификовали се |

## Светско првенство
| - 1930 − нису учествовали - 1931 − 2. место - 1933 − 1. место - 1934 − 2. место - 1935 − нису учествовали - 1937 − нису учествовали - 1938 − 7. место - 1939 − 2. место - 1940−46. − Није играно - 1947 − 5. место - 1949 − 3. место - 1950 − 2. место - 1951 − 6. место - 1953−1954 − нису учествовали - 1955 − 4. место - 1957 − нису учествовали - 1958 − 5. место - 1959 − 4. место - 1961 − 6. место - 1962 − 3. место - 1963 − 8. место - 1964 − 5. место - 1965 − 6. место - 1966 − 6. место - 1967 − 5. место - 1969 − 6. место - 1970 − 7. место (1. место, Група Б) | - 1971 − 6. место - 1972 − 8. место (2. место, Група Б) - 1973 − 8. место (2. место, Група Б) - 1974 − 7. место (1. место, Група Б) - 1975 − 6. место - 1976 − 4. место - 1977 − 6. место - 1978 − 6. место - 1979 − 7. место - 1981 − 5. место - 1982 − 8. место - 1983 − 9. место (1. место, Група Б) - 1985 − 4. место - 1986 − 6. место - 1987 − 7. место - 1989 − 6. место - 1990 − 5. место - 1991 − 4. место - 1992 − 7. место - 1993 − 6. место - 1994 − 4. место - 1995 − 6. место - 1996 − 3. место - 1997 − 6. место - 1998 − 12. место - 1999 − 6. место - 2000 − 5. место | - 2001 − 4. место - 2002 − 7. место - 2003 − 13. место - 2004 − 3. место - 2005 − 6. место - 2006 − 7. место - 2007 − 5. место - 2008 − 6. место - 2009 − 4. место - 2010 − 13. место - 2011 − 8. место - 2012 − 7. место - 2013 − 3. место - 2014 − 6. место - 2015 − 3. место - 2016 − 4. место - 2017 − 5. место - 2018 − 3. место - 2019 − 7. место - 2020. − Отказано због Пандемије ковида 19 - 2021 − 3. место - 2022 − 4. место - 2023 − 4. место - 2024 − 5. место - 2025 − 1. место |